# Aircraft Industries
Aircraft Industries, a.s. (ранее называлась Let Kunovice)  — чешская (ранее чехословацкая) авиастроительная компания. Наиболее известной продукцией этого авиапроизводителя является самолёт L-410 Turbolet, за всё время производства которого было выпущено более тысячи машин. Штаб-квартира компании находится в Куновице, район Угерске-Градиште, Чехия. Является дочерней структурой чешского OMPO Holding.

## История
В 1936 году в Куновице началось строительство авиазавода, как филиала завода Авиа Летняны. До и во время Второй мировой войны недостроенный завод работал только в качестве ремонтного подразделения. После окончания войны предприятие было национализировано, и в 1950-53 был построен новый завод. В 1957—1967 он был назван SPP (чеш. Strojírny První pětiletky — «Машиностроительные заводы Первой пятилетки»), а в 1967 году получил прежнее название LET. В то время предприятие производило по лицензии советские учебно-тренировочные истребители Як-11 (под обозначением С-11), а также гражданские самолёты Aero Ae 45.
В 1957 году компания начала производство лёгкого самолёта Let L-200 Morava, а четыре года спустя — самолёта сельхозавиации Zlin Z-37 Cmelak, которые имели коммерческий успех. Через некоторое время LET также подготовил к выпуску учебный реактивный самолет L-29.
На протяжении целого ряда лет компания разрабатывала и выпускала планёры Z 22, Z 124 Galánka, LF 109 Pioneer, Z 425 Šohaj. Однако самыми популярными планёрами производства LET являются LET L-13 Blaník, LET L-23 Super Blaník и L-33 Solo.
Цельнометаллический LET L-13 Blaník выпускался предприятием с 1958 года на протяжении пяти десятилетий (выпущено более 3000 единиц).
В 1960-е годы инженеры LET разработали 19-местный турбовинтовой самолёт местных авиалиний — Let L-410 Turbolet, за многие годы было произведено более 1100 экземпляров данной модели. Этот популярный самолет прошел ряд усовершенствований и модернизаций, и новейшие его типы — L 410 UVP-E20 и L 420 сертифицированы соответственно EASA и FAA.
В 1990-х годах, после распада СССР и СЭВ, спрос на самолёты Л-410 упал, и темп их производства снизился более чем в 10 раз (с 50 машин в год до 2—5). Завод несколько раз менял собственников и проходил процедуру банкротства. В 2005 году завод после очередного банкротства приобретен компанией Aircraft Industries. Ситуация значительно улучшилась с 2008 года, когда 51 % акций предприятия Aircraft Industries купило российское ОАО «Уральская горно-металлургическая компания». В 2009—2013 годах выпущено 60 машин. В 2015 году планировалось собрать 20 машин..
В 2011 году на заводе произошёл инцидент с применением огнестрельного оружия, в результате которого погибли три человека, а также получила ранение генеральный директор завода Илона Плшкова. По сообщениям СМИ стрелявший был Карел Мусела (Karel Musela), брат известного чешского торговца оружием Павела Муселы (Pavel Musela).
В сентябре 2013 года ОАО «Уральская горно-металлургическая компания» приобрело еще 49 % акций компании Aircraft Industries. Таким образом, УГМК стала единственным собственником Aircraft Indistries, доведя свой пакет акций до 100 %.
В мае 2022, после российского вторжения на Украину, компанию выкупил чешский холдинг Omnipol, занимающийся инвестициями в авиационной и космической отрасли.

## Галерея

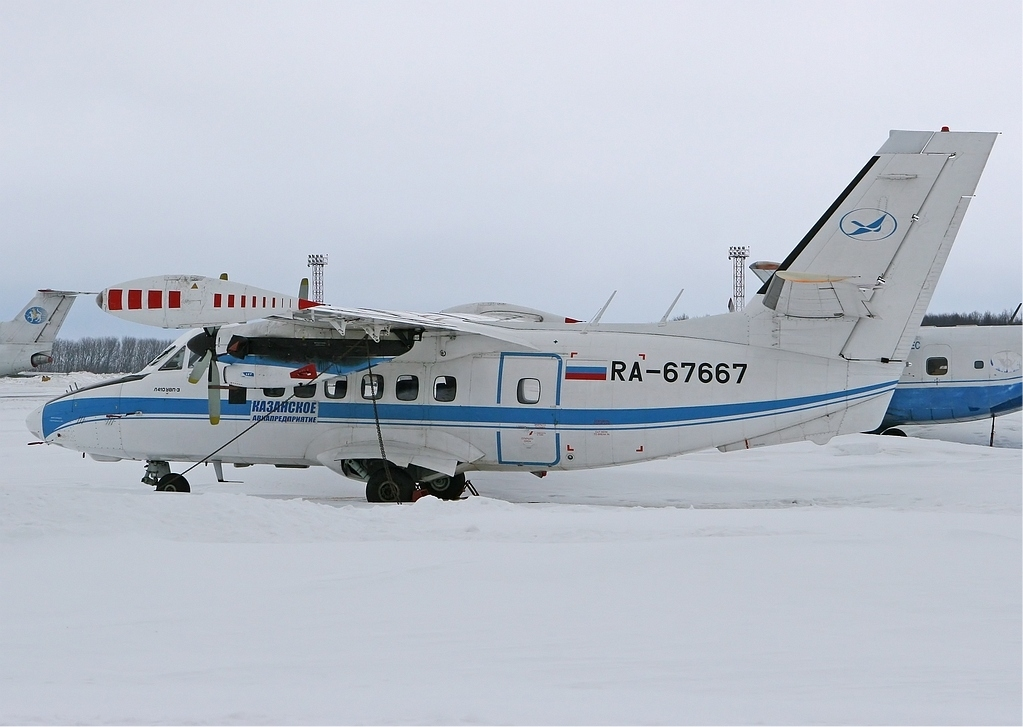
Let L-410 Казанского авиапредприятия
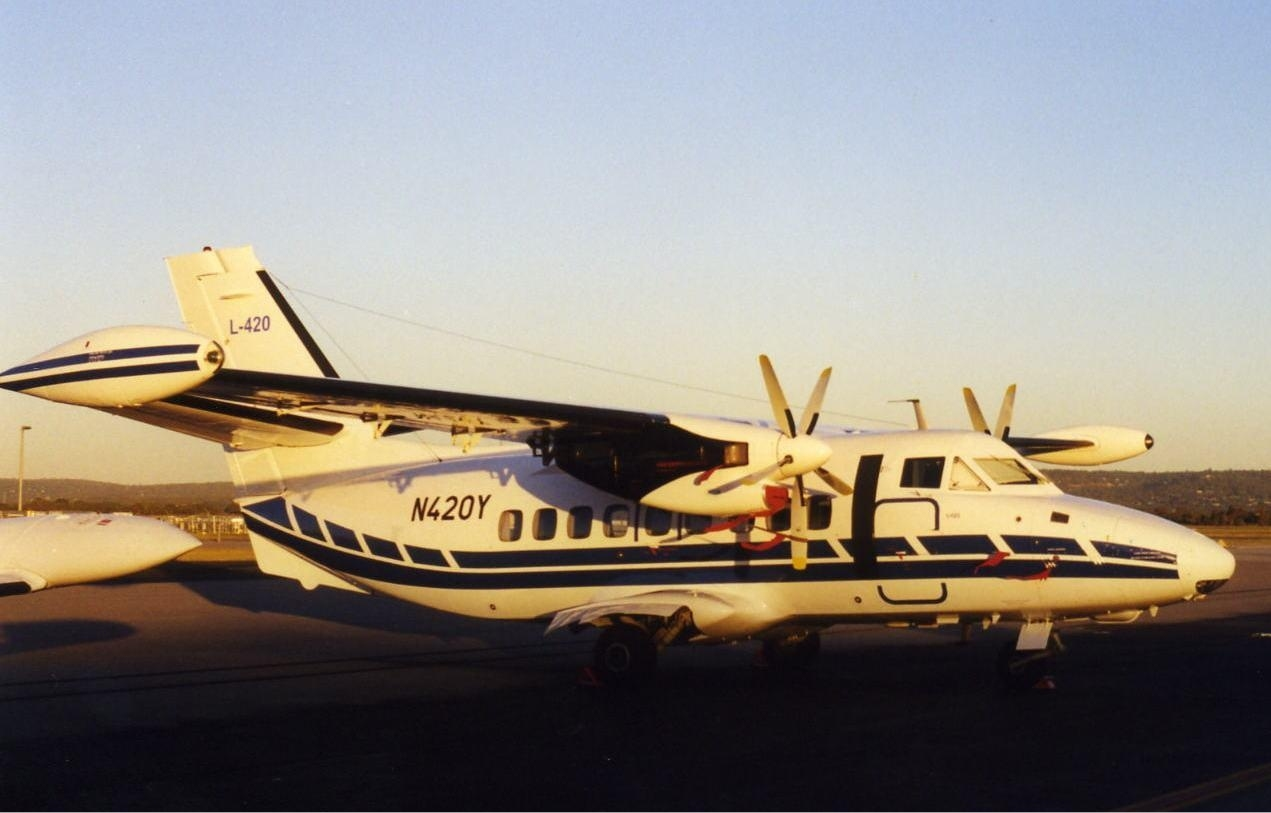
Модификация L 410 в аэропорту Перт в Австралии
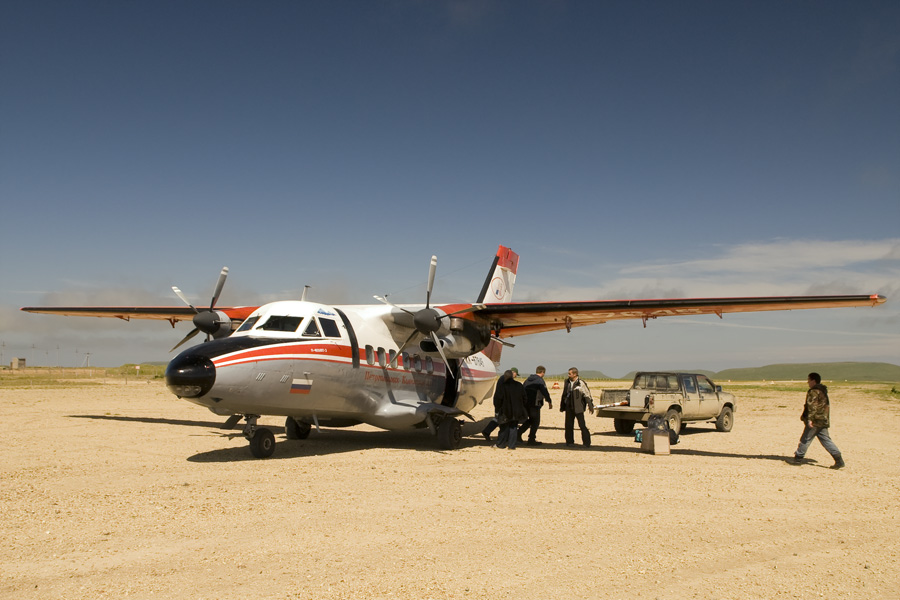
Let L-410 в аэропорту Никольское Командорских островов
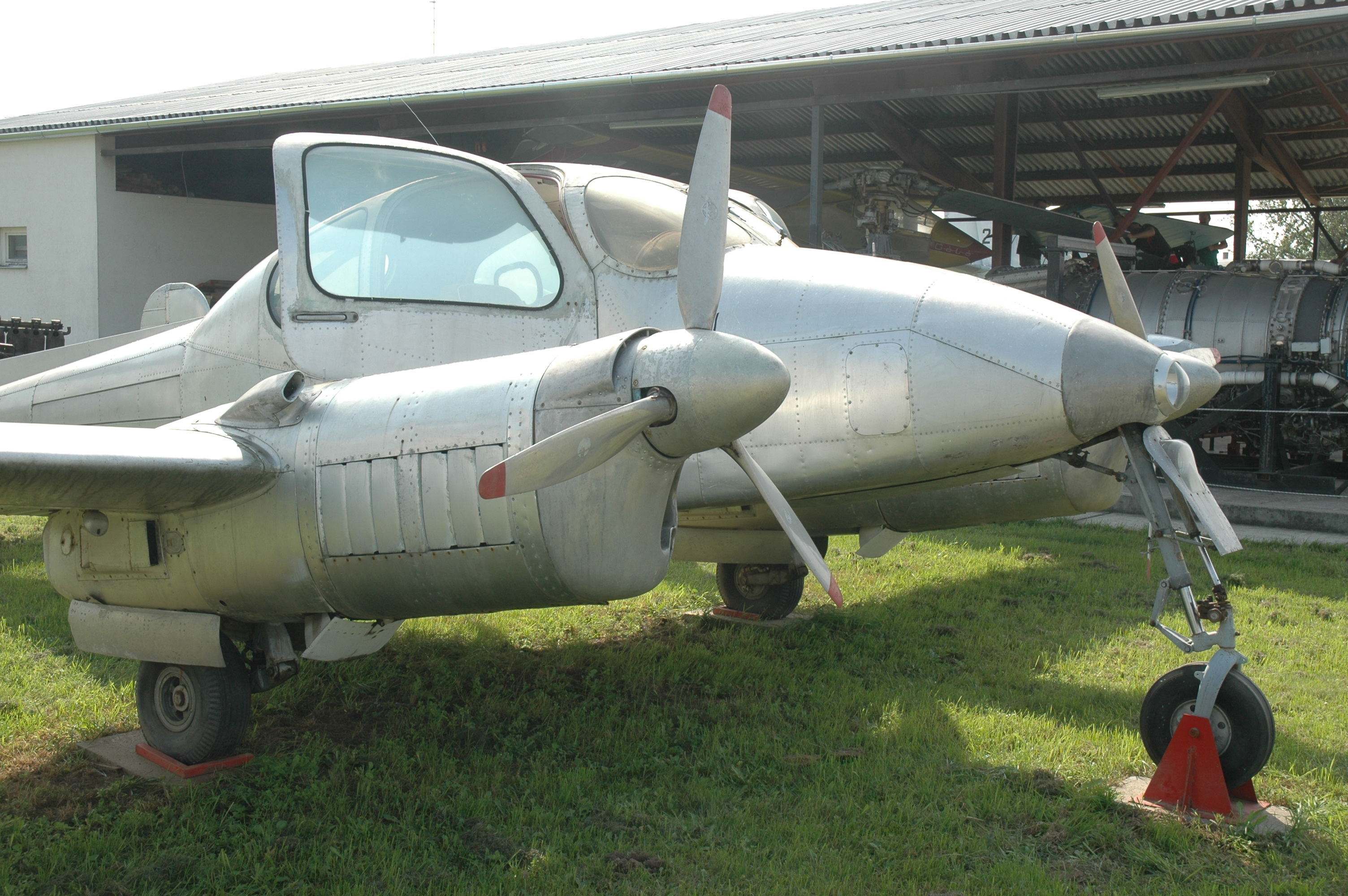
Let L-200 в музее венгерской авиации
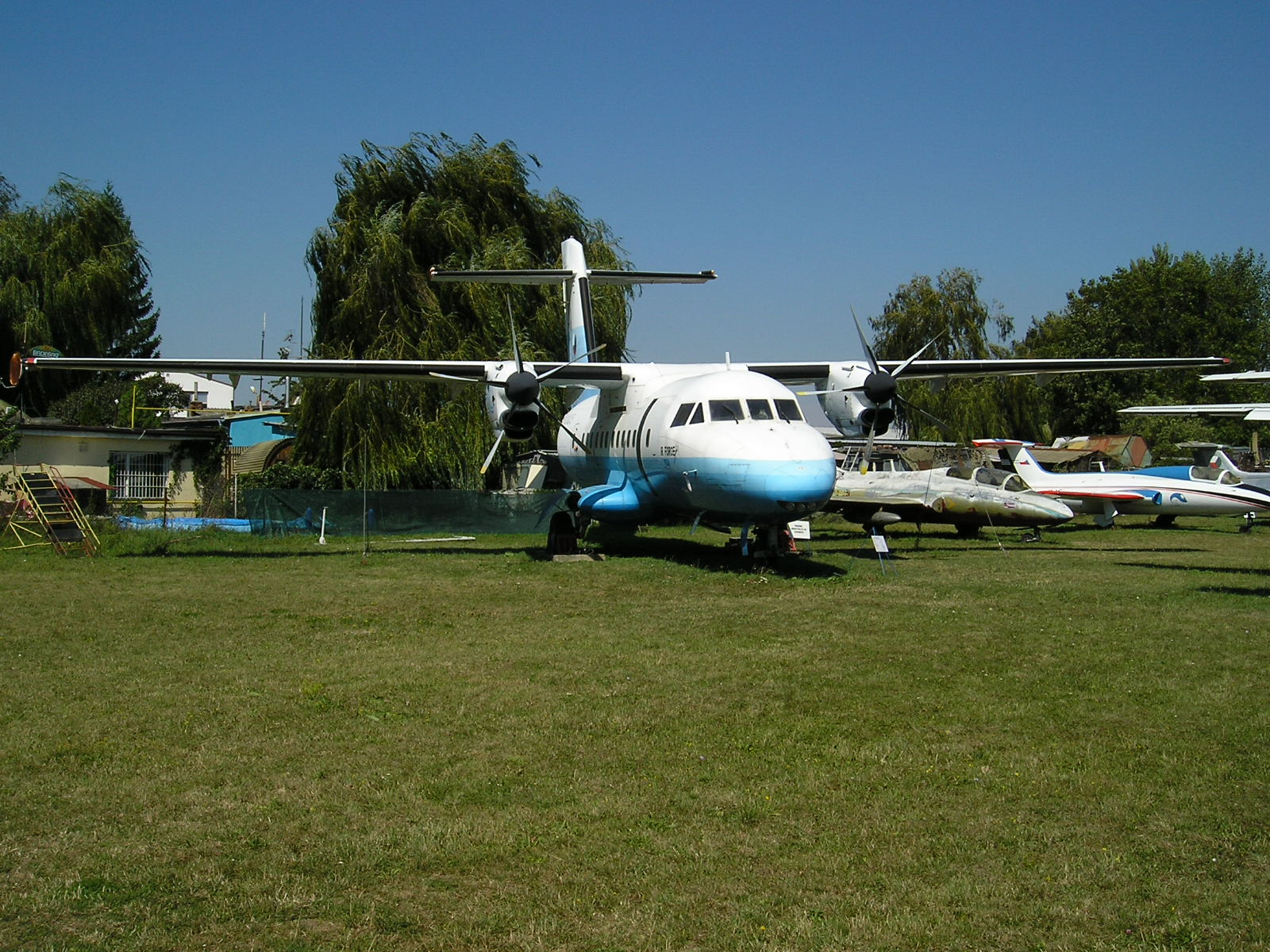
Самолёт Let L-610
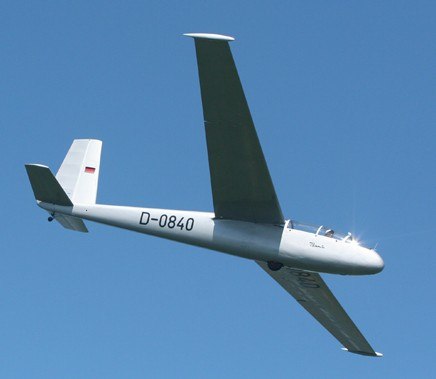
Планёр LET L-13